# Tông truyền
Tông truyền (nói tắt của  tông đồ truyền thừa) là phương thức thừa kế giáo quyền ở một số giáo hội Kitô giáo, đặc biệt là Công giáo Rôma, Đông phương Chánh thống giáo, Giáo hội Đông phương và Đông Chánh giáo, thông qua việc bổ nhiệm và truyền chức giám mục, từ đó chuyển giao sứ vụ và quyền hạn cho người kế vị. Việc truyền chức giám mục biểu thị bằng nghi thức đặt tay, tiến hành theo hàng dọc từ trên xuống chứ không có sự bầu cử từ dưới lên như một số giáo hội Tin Lành.